# Warburgiella celebensis
Warburgiella celebensis är en bladmossart som beskrevs av Benito C. Tan 2000. Warburgiella celebensis ingår i släktet Warburgiella och familjen Sematophyllaceae. Inga underarter finns listade i Catalogue of Life.